# Puchar Beskidów 1961
Puchar Beskidów 1961 – czwarta edycja tych zawodów międzynarodowych, rozegrana w dniach 13-15 stycznia 1961. W ramach cyklu rozegrano dwa konkursy, oba na skoczni w Wiśle-Malince. Pierwszy konkurs wygrał Władysław Tajner a drugi Emil Dawid. W klasyfikacji generalnej tryumfował Józef Gąsienica-Bryjak.

## Terminarz
| Lp. | Data             | Miejscowość | Skocznia | 1. miejsce       | 2. miejsce             | 3. miejsce    |
| --- | ---------------- | ----------- | -------- | ---------------- | ---------------------- | ------------- |
| 1.  | 13 stycznia 1961 | Wisła       | Malinka  | Władysław Tajner | Józef Gąsienica-Bryjak | Ryszard Witke |
| 2.  | 15 stycznia 1961 | Wisła       | Malinka  | Emil Dawid       | Antoni Wieczorek       | Hugo Fuchs    |

## Klasyfikacja generalna
Źródło:
| Miejsce | Zawodnik               | Punkty |
| ------- | ---------------------- | ------ |
| 1.      | Józef Gąsienica-Bryjak | 437,0  |
| 2.      | Hugo Fuchs             | 435,5  |
| 3.      | Władysław Tajner       | 432,5  |
| 4.      | Antoni Wieczorek       | 429,5  |
| 5.      | Jan Furman             | 425,5  |
| 6.      | Ryszard Witke          | 424,5  |
| 7.      | Emil Dawid             | 424,0  |
| 8.      | Stanisław Polok        | 419,0  |
| 9.      | Antoni Łaciak          | 415,0  |
| 10.     | Günter Meinel          | 414,5  |
| ...     |                        |        |